# Dipodomys agilis
Dipodomys agilis là một loài động vật có vú trong họ Chuột bìu má, bộ Gặm nhấm. Loài này được Gambel mô tả năm 1848.